# قنطيون ريشي ثنائي
قنطيون ريشي ثنائي (الاسم العلمي:Canthium bipinnatum) هو نوع من النباتات يتبع جنس القنطيون من الفصيلة الفوية.